# Anisakidae
Famille
Les Anisakidae sont une famille de nématodes (les nématodes sont un embranchement de vers non segmentés, recouverts d'une épaisse cuticule et menant une vie libre ou parasitaire).

## Biologie
Les espèces de cette famille sont des parasites dont quatre ont été rencontrés chez l'être humain, responsables d'anisakiase : Anisakis simplex, Contracaecum osculatum, Phoscascaris sp. et Pseudoterranova decipiens. Les Anisakidae parasitent à la fois certains oiseaux et mammifères marins, dont notamment les phoques, plusieurs poissons ou céphalopodes, comme le calmar, la morue, la plie, le flétan, le crapaud de mer, le hareng, l'éperlan, le saumon, le maquereau, et de petits crustacés. Pour un aperçu des Anisakidae, voir le genre Anisakis.

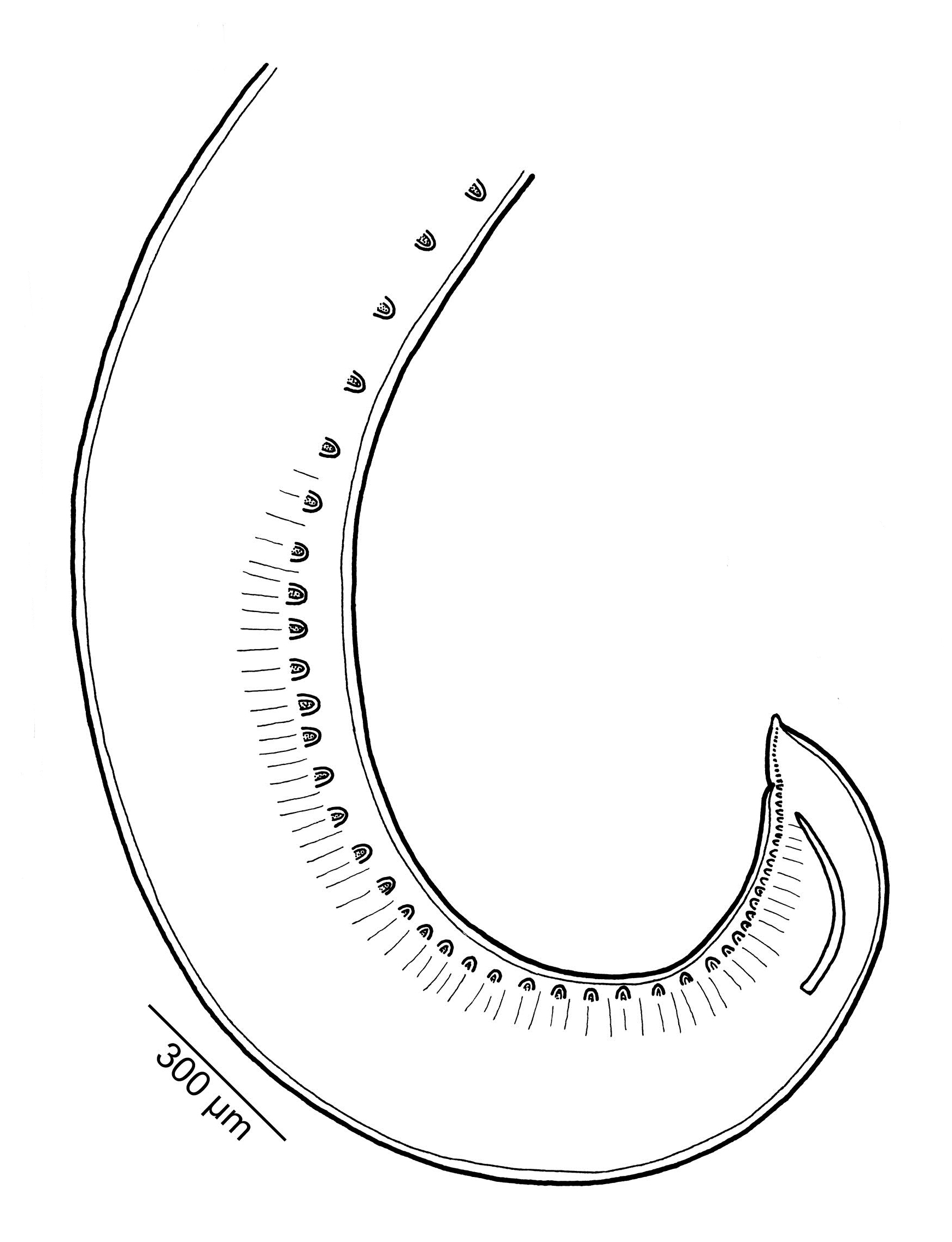
Raphidascaris (Ichthyascaris) etelidis, queue d'un mâle.

## Liste des sous-familles et genres
La liste des genres de cette famille diffère d'une source à l'autre, voici une compilation des données fournies par le WoRMS, BioLib, l’ITIS et NCBI :
- Sous-famille des Anisakinae Railliet & Henry, 1912[1]
  - genre Acanthocheilus Molin, 1858[2]
  - genre Anisakis Dujardin, 1845[1],[2],[3],[4] - (Ver de hareng)
  - genre Euterranova Moravec & Justine, 2020[1]
  - genre Goezia Zeder, 1800[2],[3]
  - genre Heterotyphlum Spaul, 1927[3]
  - genre Hysterothylacium Ward & Magath, 1917[2]
  - genre Neoterranova Moravec & Justine, 2020[1]
  - genre Ophidascaris Baylis, 1921[4]
  - genre Paranisakiopsis Yamaguti, 1941[2]
  - genre Paranisakis Baylis, 1923[2],[3]
  - genre Phocanema Myers, 1959[3]
  - genre Pseudanisakis Layman & Borovkova, 1926[2],[4]
  - genre Pseudoterranova Mozgovoi, 1953[1],[2],[4] - (Ver de phoque)
  - genre Pulchrascaris Vicente & Santos, 1972[1],[4]
  - genre Raphidascaris Railliet & Henry, 1915[2],[3]
  - genre Raphidascaroides Yamaguti, 1941[3],[4]
  - genre Sulcascaris Hartwich, 1957[1],[2],[4]
  - genre Terranova Leiper & Atkinson, 1914[1],[3],[4]
  - genre Thynnascaris Dollfus, 1933[3]
- Sous-famille des Contracaecinae Mozgovoi & Shakhmatova, 1971[1]
  - genre Contracaecum Railliet & Henry, 1912[1],[2],[3],[4]
  - genre Phocascaris Höst, 1932[1],[2],[3],[4]